# 大吉 (呼出)
大吉（だいきち、1972年（昭和47年）3月27日 - ）は、大相撲の幕内呼出である。本名は大庭 雄二（おおば ゆうじ）。広島県広島市東区出身。東関部屋→八角部屋所属。血液型はA型。

## 履歴
- 1987年3月場所 - 初土俵。
- 1994年7月場所 - 呼出の番付制導入により、三段目呼出となる。
- 1996年1月場所 - 幕下呼出に昇進。
- 2001年1月場所 - 十両呼出に昇進。
- 2014年11月場所 - 幕内呼出に昇進。

## その他
力士志望だったが、身長が足りなかったため呼出となった。土俵整備で土俵下にいたときは大相撲中継でテレビに映るため、力士並みの体型ゆえか呼出のなかでは特に目立った。そのため日本テレビの『徳光&所のスポーツえらい人グランプリ』に登場したことがある。また『週刊朝日』の「山藤章二の似顔絵塾」で「赤房下の男」と題して取り上げられたこともあり、講師の山藤章二は「伊集院光に似たお兄ちゃん、これから相撲とりになるのだろうか、それともあきらめた後の仕事なのだろうか。心配だ。」というコメントを寄せた。
2023年9月2日、国技館で行われた部屋の師匠・八角（元・北勝海）の還暦土俵入りでは、幕内呼出で土俵入りを務めた。
2024年1月場所7日目、幕内最初の取組碧山－阿武咲の1番のみを呼び上げる予定であったが、碧山の休場（不戦敗）、阿武咲の不戦勝となったため、この日は呼び上げの出番がなくなってしまった。